# Liste der dänischen Schulen in Schleswig-Holstein
Die Liste der dänischen Schulen in Schleswig-Holstein enthält ein Verzeichnis der Grund- und allgemeinbildenden Schulen in Trägerschaft des Dänischen Schulvereins für Südschleswig in Schleswig-Holstein.

## Liste
| Name                               | Ort                         | Kreis                 | Gründungs-/ Schließungs- jahr | Schulform | Schüler | Bild | Homepage |
| ---------------------------------- | --------------------------- | --------------------- | ----------------------------- | --- | ------- | ---- | -------- |
| Bredsted Danske Skole              | Bredstedt                   | Nordfriesland         |                               | Grundschule mit Gemeinschaftsschulteil | 84      |      |          |
| Cornelius-Hansen-Skolen            | Flensburg-Nordstadt         | Flensburg             |                               | Gemeinschaftsschule mit Grundschulteil | 256     |      |          |
| Duborg-Skolen                      | Flensburg-Duburg (Neustadt) | Flensburg             | 1920                          | Gemeinschaftsschule mit gymnasialer Oberstufe. Duborg-Skolen war bis zur Eröffnung der Schleswiger A. P. Møller-Skolen im Jahr 2008 Deutschlands einziges dänisches Gymnasium. | 594     |      |          |
| Jørgensby-Skolen                   | Flensburg-Jürgensby         | Flensburg             |                               | Grundschule mit Gemeinschaftsschulteil und Förderzentrum | 232     |      |          |
| Oksevejens Skole                   | Flensburg-Weiche            | Flensburg             |                               | Grundschule mit Gemeinschaftsschulteil | 119     |      |          |
| Gustav-Johannsen-Skolen            | Flensburg-Westliche Höhe    | Flensburg             | 1952                          | Gemeinschaftsschule (fællesskole) mit Grundschul- und Förderzentrumsteil (hjælpeskole)                                                                                         | 352     |      |          |
| Jens Jessen-Skolen                 | Flensburg-Mürwik            | Flensburg             |                               | Gemeinschaftsschule mit Grundschulteil | 271     |      |          |
| Hans Helgesen-Skolen               | Friedrichstadt              | Nordfriesland         |                               | Grundschule mit Gemeinschaftsschulteil | 58      |      |          |
| Vimmersbøl Danske Skole            | Süderlügum                  | Nordfriesland         |                               | Grundschule mit Gemeinschaftsschulteil | 61      |      |          |
| Nibøl Danske Skole                 | Niebüll                     | Nordfriesland         |                               | Grundschule mit Gemeinschaftsschulteil | 60      |      |          |
| Risum Skole/Risem Schölj           | Risum-Lindholm              | Nordfriesland         |                               | Grundschule mit Gemeinschaftsschulteil; wird als Friesisch-Dänische Schule betrieben                                                                                           | 36      |      |          |
| Uffe-Skolen                        | Tönning                     | Nordfriesland         |                               | Grundschule mit Gemeinschaftsschulteil | 57      |      |          |
| Sild Danske Skole                  | Sylt , OT Westerland        | Nordfriesland         |                               | Grundschule mit Gemeinschaftsschulteil | 81      |      |          |
| Vyk Danske Skole                   | Wyk auf Föhr                | Nordfriesland         |                               | Grundschule mit Gemeinschaftsschulteil | 16      |      |          |
| Læk Danske Skole                   | Leck                        | Nordfriesland         |                               | Dänische Gemeinschaftsschule mit Grundschul- und Förderzentrumsteil | 268     |      |          |
| Husum Danske Skole                 | Husum                       | Nordfriesland         |                               | Dänische Gemeinschaftsschule mit Grundschul- und Förderzentrumsteil | 256     |      |          |
| Ladelund Ungdomsskole              | Ladelund                    | Nordfriesland         |                               | Internat | 57      |      |          |
| Vestermølle Danske Skole           | Elsdorf-Westermühlen        | Rendsburg-Eckernförde |                               | Grundschule | 22      |      |          |
| Askfelt Danske Skole               | Ascheffel                   | Rendsburg-Eckernförde |                               | Grundschule mit Gemeinschaftsschulteil | 57      |      |          |
| Ejderskolen                        | Rendsburg                   | Rendsburg-Eckernförde |                               | Grundschule mit Gemeinschaftsschul- und Förderzentrumsteil | 123     |      |          |
| Jernved Danske Skole               | Dänischenhagen              | Rendsburg-Eckernförde |                               | Grundschule mit Gemeinschaftsschulteil | 74      |      |          |
| Jes Kruse-Skolen                   | Eckernförde                 | Rendsburg-Eckernförde |                               | Gemeinschaftsschule mit Grundschul- und Förderzentrumsteil | 325     |      |          |
| Hanved Danske Skole                | Handewitt                   | Schleswig-Flensburg   |                               | Grundschule mit Gemeinschaftsschulteil | 77      |      |          |
| Skovlund-Valsbøl Danske Skole      | Schafflund                  | Schleswig-Flensburg   |                               | Grundschule mit Gemeinschaftsschulteil | 56      |      |          |
| Trene-Skolen                       | Tarp                        | Schleswig-Flensburg   |                               | Grundschule mit Gemeinschaftsschulteil | 73      |      |          |
| Treja Danske Skole                 | Treia                       | Schleswig-Flensburg   |                               | Grundschule mit Gemeinschaftsschulteil | 44      |      |          |
| Sørup Danske Skole                 | Sörup                       | Schleswig-Flensburg   |                               | Grundschule mit Gemeinschaftsschulteil | 63      |      |          |
| Gottorp-Skolen                     | Schleswig                   | Schleswig-Flensburg   |                               | Grundschule mit Gemeinschaftsschul- und Förderzentrumsteil | 149     |      |          |
| Satrup Danske Skole                | Satrup                      | Schleswig-Flensburg   |                               | Grundschule mit Gemeinschaftsschulteil | 56      |      |          |
| Medelby Danske Skole               | Medelby                     | Schleswig-Flensburg   |                               | Grundschule mit Gemeinschaftsschulteil | 20      |      |          |
| Hatlund-Langballe Danske Skole     | Steinbergkirche             | Schleswig-Flensburg   |                               | Grundschule mit Gemeinschaftsschulteil | 52      |      |          |
| Kaj Munk-Skolen                    | Kappeln                     | Schleswig-Flensburg   |                               | Grundschule mit Gemeinschaftsschulteil | 70      |      |          |
| Jaruplund Danske Skole             | Handewitt                   | Schleswig-Flensburg   |                               | Grundschule mit Gemeinschaftsschulteil | 70      |      |          |
| Husby Danske Skole                 | Husby                       | Schleswig-Flensburg   |                               | Grundschule mit Gemeinschaftsschulteil | 41      |      |          |
| Harreslev-Kobbermolle Danske Skole | Harrislee                   | Schleswig-Flensburg   |                               | Grundschule mit Gemeinschaftsschulteil | 215     |      |          |
| Store Vi-Vanderup Danske Skole     | Großenwiehe                 | Schleswig-Flensburg   |                               | Grundschule mit Gemeinschaftsschulteil | 72      |      |          |
| Lyksborg Danske Skole              | Glücksburg                  | Schleswig-Flensburg   |                               | Grundschule mit Gemeinschaftsschulteil | 89      |      |          |
| Hiort Lorenzen-Skolen              | Schleswig                   | Schleswig-Flensburg   |                               | Grundschule mit Gemeinschaftsschulteil | 248     |      |          |
| Sønder Brarup Danske Skole         | Süderbrarup                 | Schleswig-Flensburg   |                               | Dänische Gemeinschaftsschule mit Grundschul- und Förderzentrumsteil | 200     |      |          |
| A. P. Møller Skolen                | Schleswig                   | Schleswig-Flensburg   | 2006                          | Gemeinschaftsschule mit Oberstufe | 663     |      |          |